# گاز حفاری
گاز حفاری در صنعت نفت و گاز به گازهایی گفته می‌شود که هنگام حفاری چاه‌های نفت و گاز از لایه‌های زیرزمینی به داخل چاه وارد می‌شوند. این گازها می‌توانند ترکیبات مختلفی داشته باشند و شناخت و کنترل آن‌ها برای ایمنی عملیات حفاری بسیار مهم است.

## مهم‌ترین انواع گازهای حفاری

### گاز متان (CH₄)
فراوان‌ترین گاز در مخازن هیدروکربنی
قابل اشتعال و انفجاری
در صورت تجمع در فضای بسته خطر خفگی ایجاد می‌کند.

### گاز سولفید هیدروژن (H₂S)
به نام گاز ترش (Sour Gas) شناخته می‌شود
بسیار سمی، خورنده و قابل اشتعال
حتی در غلظت‌های کم می‌تواند کشنده باشد.

### دی‌اکسید کربن (CO₂)
گاز خفه‌کننده
خورنده برای تجهیزات حفاری
در ترکیب با آب باعث اسیدی شدن می‌شود.

### نیتروژن (N₂)
به صورت طبیعی در برخی مخازن وجود دارد
غیر قابل اشتعال اما در غلظت زیاد باعث کاهش اکسیژن و خفگی می‌شود.

## چرا شناخت گاز حفاری مهم است؟
ایمنی: جلوگیری از حوادثی مثل انفجار، آتش‌سوزی یا مسمومیت کارکنان
کنترل فشار چاه: ورود ناگهانی گاز به چاه (Kick) می‌تواند منجر به فوران (Blowout) شود
حفاظت تجهیزات: برخی گازها مانند H₂S و CO₂ به شدت خورنده هستند و تجهیزات فلزی را تخریب می‌کنند
کیفیت محصول: وجود گازهای ترش نیاز به پالایش بیشتر دارد